# Wardinella jaboatonensis
Wardinella jaboatonensis är en svampart som beskrevs av Bat. & Peres 1960. Wardinella jaboatonensis ingår i släktet Wardinella, divisionen sporsäcksvampar och riket svampar.   Inga underarter finns listade i Catalogue of Life.